# Edgar Chairez
Edgar Chairez (Mexicali, Baja California; 27 de enero de 1996) es un artista marcial mixto mexicano que compite en la división de peso mosca de Ultimate Fighting Championship (UFC).

## Carrera de artes marciales mixtas

### Carrera temprana
En 2013, Edgar se inició en el MMA como amateur, teniendo en ese entonces 17 años de edad. Antes de su segunda pelea, firmó para Combate Américas.

### Combate Americas
El 30 de marzo de 2017, Chairez se enfrentó a Oscar Quintero en Combate Americas 12. Ganó la pelea por sumisión en el primer asalto. Tres meses después, el 30 de junio, Chairez se enfrentó a Erick Villaluz Orellano en Combate Americas 15. Ganó la pelea por sumisión en solo 18 segundos.
Chairez se enfrentó a Alan Cantu Garcia el 18 de mayo de 2018 en Combate Americas: México vs. El Mundo. Ganó la pelea por nocaut técnico tras un codo giratorio. El 28 de octubre, Chairez se enfrentó a Axel Osuna en Combate Americas: La Batalla de Guadalajara. Perdió la pelea por sumisión.
Chairez se enfrentó a Alejandro Salazar el 8 de febrero de 2019 en Combate Americas 30. Ganó la pelea por sumisión en el primer asalto, tal como en sus anteriores victorias. El 20 de septiembre, Chairez se enfrentó a Alberto Trujillo en Combate Americas: Garcia vs. Gonzalez. Perdió la pelea por decisión unánime.
Chairez se enfrentó a David Macias Ruiz el 21 de febrero de 2020 en Combate Americas: Garcia vs. Bandenay. Ganó la pelea por sumisión.
El 9 de abril de 2021, Chairez tuvo su última pelea en el renombrado Combate Global ante Mefi Monterroso en Combate Global: Chairez vs. Monterroso. Ganó la pelea por nocaut técnico en sólo 10 segundos.

### UWC y Naciones MMA
Además de su etapa en Combate Global, tuvo peleas agendadas en las promociones mexicanas Ultimate Warrior Challenge y Naciones MMA. En una de esas peleas, Chairez enfrentó a Jesús Aguilar por el Campeonato de Peso Mosca de UWC en UWC México 23, aunque fue derrotado por sumisión en el último asalto. 

### Dana White's Contender Series
Chairez fue invitado para participar en la sexta temporada (tercer episodio) del programa Dana White's Contender Series. Se enfrentó a Clayton Carpenter, perdiendo la pelea por decisión unánime. Sin embargo, su actuación en la jaula le fue suficiente como para que le brindaran la oportunidad de firmar para UFC.

### Ultimate Fighting Championship
Chairez debutó en el UFC el 8 de julio de 2023 en UFC 290, enfrentándose al japonés Tatsuro Taira en una pelea de peso pactado 130 libras. Perdió la pelea por decisión unánime.
Chairez se enfrentó a Daniel Lacerda el 16 de septiembre de 2023 en UFC Fight Night 227. Inicialmente había ganado la pelea tras someter a Lacerda mediante un estrangulamiento de anaconda, pero el resultado fue cambiado a un no contest tras un error del árbitro, lo que atrajo polémica.
Se esperaba que Chairez enfrentara de nueva cuenta a Daniel Lacerda en UFC Fight Night 230, pero la pelea fue cancelada debido a problemas médicos de Lacerda tras el pesaje. La revancha fue reprogramada para el 24 de febrero de 2024 en UFC Fight Night 237, en la que Chairez ganó vía sumisión en el primer asalto.
Chairez estaba programado para enfrentar a Kevin Borjas el 14 de septiembre de 2024 en UFC 306, pero semanas antes se anunció que Joshua Van ocuparía el lugar de Borjas por razones desconocidas. Perdió la pelea por decisión unánime.
Chairez se enfrentó a C.J. Vergara el 29 de marzo de 2015 en UFC on ESPN 64. Ganó la pelea por sumisión en el primer asalto.

## Campeonatos y logros
- Ultimate Fighting Championship
  - Actuación de la Noche (Una vez) vs. C.J. Vergara

## Récord en artes marciales mixtas
| Récord profesional | Récord profesional | Récord profesional |
| 19 peleas          | 12 victorias       | 6 derrotas         |
| ------------------ | ------------------ | ------------------ |
| Nocaut             | 4                  | 0                  |
| Sumisión           | 8                  | 2                  |
| Decisión           | 0                  | 4                  |
| Sin resultado      | 1                  | 1                  |

| Resultado     | Récord   | Oponente                 | Método                           | Evento                                      | Fecha                    | Ronda | Tiempo | Localización       | Notas |
| ------------- | -------- | ------------------------ | -------------------------------- | ------------------------------------------- | ------------------------ | ----- | ------ | ------------------ | --- |
| Victoria      | 12–6 (1) | C.J. Vergara             | Sumisión (face crank)            | UFC on ESPN: Moreno vs. Erceg               | 29 de marzo de 2025      | 1     | 2:30   | Ciudad de México   | Actuación de la Noche. |
| Derrota       | 11–6 (1) | Joshua Van               | Decisión (unánime)               | UFC 306                                     | 14 de septiembre de 2024 | 3     | 5:00   | Las Vegas, Nevada  | |
| Victoria      | 11–5 (1) | Daniel Lacerda           | Sumisión (triangle choke)        | UFC Fight Night: Moreno vs. Royval 2        | 24 de febrero de 2024    | 1     | 2:17   | Ciudad de México   | Pelea en peso pactado (131 lbs). |
| Sin resultado | 10–5 (1) | Daniel Lacerda           | Sin resultado (parada prematura) | UFC Fight Night: Grasso vs. Shevchenko 2    | 16 de septiembre de 2023 | 1     | 3:47   | Las Vegas, Nevada  | Originalmente una sumisión técnica (estrangulamiento de anaconda) victoria para Cháirez; anulada después de la revisión debido a un error del árbitro. |
| Derrota       | 10–5     | Tatsuro Taira            | Decisión (unánime)               | UFC 290                                     | 8 de julio de 2023       | 3     | 5:00   | Las Vegas, Nevada  | Pelea en peso pactado (130 lbs). |
| Victoria      | 10–4     | Gianni Di Chiara Vazquez | Sumisión (armbar)                | Fury FC 76                                  | 24 de marzo de 2023      | 4     | 2:04   | San Antonio, Texas | |
| Victoria      | 9–4      | Roberto Guerrero         | Sumisión (guillotine choke)      | UWC México 40                               | 25 de noviembre de 2022  | 1     | 1:03   | Tijuana            | |
| Derrota       | 8–4      | Clayton Carpenter        | Decisión (unánime)               | Dana White's Contender Series 49            | 9 de agosto de 2022      | 3     | 5:00   | Las Vegas, Nevada  | |
| Victoria      | 8–3      | Ivan Hernandez Flores    | TKO (golpes)                     | Naciones MMA 3                              | 21 de enero de 2022      | 1     | 1:47   | Tijuana            | |
| Victoria      | 7–3      | Mefi Monterroso          | TKO (patadas y golpes)           | Combate Global: Chairez vs. Monterroso      | 9 de abril de 2021       | 2     | 0:10   | Miami              | |
| Derrota       | 6–3      | Jesús Aguilar            | Sumisión (guillotine choke)      | UWC México 23                               | 4 de septiembre de 2020  | 5     | 4:41   | Tijuana            | Por el Campeonato de Peso Mosca de UWC. |
| Victoria      | 6–2      | David Macias Ruiz        | Sumisión (rear-naked choke)      | Combate Americas 55                         | 21 de febrero de 2020    | 2     | 3:58   | Mexicali           | Peso pactado en (130 lb). |
| Derrota       | 5–2      | Alberto Trujillo         | Decisión (unánime)               | Combate Americas: Garcia vs. Gonzalez       | 20 de septiembre de 2019 | 3     | 5:00   | Mexicali           | |
| Victoria      | 5–1      | Alejandro Salazar        | Sumisión (armbar)                | Combate 30                                  | 8 de febrero de 2019     | 1     | 3:12   | Mexicali           | |
| Derrota       | 4–1      | Axel Osuna               | Sumisión (triangle armbar)       | Combate Americas: La Batalla de Guadalajara | 26 de octubre de 2018    | 2     | 3:57   | Guadalajara        | |
| Victoria      | 4–0      | Alan Cantu Garcia        | TKO (codo giratorio y golpes)    | Combate Americas: México vs. El Mundo       | 18 de mayo de 2018       | 1     | 2:58   | Tijuana            | |
| Victoria      | 3–0      | Erick Villaluz Orellano  | Sumisión (armbar)                | Combate Americas 15                         | 30 de junio de 2017      | 1     | 0:18   | Ciudad de México   | |
| Victoria      | 2–0      | Oscar Quintero           | Sumisión (triangle choke)        | Combate Americas 12                         | 30 de marzo de 2017      | 1     | 1:19   | Tijuana            | |
| Victoria      | 1–0      | Enrique Diarte           | KO (rodilla voladora)            | WCF 8                                       | 3 de diciembre de 2016   | 1     | 0:45   | Mexicali           | Debut en peso mosca. |